# Novembre 1861

## Événements
- 11 novembre : début du règne de Louis, roi du Portugal (fin en 1889).

## Naissances
- 4 novembre : Raoul Dandurand, politicien.
- 6 novembre : James Naismith, inventeur canadien du jeu de basket-ball.
- 7 novembre : Archibald Lampman, poète.
- 8 novembre : Georges Guigue, historien et archiviste français.
- 9 novembre :
  - Maxime Noiré, peintre français († 4 juillet 1927).
  - Herbert Hartley Dewart, chef du Parti libéral de l'Ontario.
- 10 novembre : Robert Innes, astronome sud-africain († 13 mars 1933).
- 15 novembre : Edmond Louyot, peintre français († 17 janvier 1920).
- 22 novembre : Ranavalona III ,dernière reine de Madagascar (morte le 23 mai 1917)
- 30 novembre : David Charbit, homme d'affaires français († 18 février 1927).

## Décès
- 9 novembre : Howard Douglas, lieutenant-gouverneur du Nouveau-Brunswick.
- 10 novembre : Isidore Geoffroy Saint-Hilaire, zoologiste français (° 1805).
- 20 novembre : Pierre Sarrus, mathématicien français
- 21 novembre:  Henri Lacordaire (59 ans), abbé, prédicateur, écrivain et académicien, chef de file du renouveau catholique, à Sorèze (Tarn).
- 23 novembre : Salvatore Viale, poète Corse, le premier à avoir utilisé la langue corse dans une œuvre littéraire.